# Sorio
Sorio (in corso Soriu) è un comune francese di 152 abitanti situato nel dipartimento dell'Alta Corsica nella regione della Corsica.
Il comune è formato dall'unione degli abitati di Sorio e Croce che fino al XVIII secolo è stato un comune a sé stante.

## Società

### Evoluzione demografica
Abitanti censiti